# Frank Klepacki
Frank Klepacki (* 25. května 1974) je americký skladatel, multiinstrumentalista a hudební režisér, známý především jako autor hudby k počítačovým hrám a televizním pořadům. Věnuje se mnoha žánrům, nejčastěji jde o fúzi rocku a elektronické hudby (rocktronic), skládá však také hudbu orchestrální nebo s prvky jazzu.

## Kariéra
Frank Klepacki pochází z rodiny s polskými kořeny. Od dětství se věnoval hudbě, v osmi letech začal cvičit na bicí a hudební kariéru odstartoval ve svých jedenácti. Začal se též učit hře na piano a kytaru. Jeho dalším zájmem bylo programování. Ještě v době, kdy byl studentem, nastoupil do Westwood Studios, společnosti vyvíjející a vydávající počítačové hry, jako tester. Požádal hudebního režiséra, aby si poslechl jeho nahrávky a zanedlouho se stal autorem hudby k počítačovým hrám DragonStrike a Eye of Beholder II. Z dalších her Westwood Studios, ke kterým složil hudbu, lze jmenovat série Lands of Lore, Legend of Kyrandia, Command & Conquer a Dune. Po zániku Westwood Studios začal spolupracovat s jinými výrobci her (např. Petroglyph Games nebo Electronic Arts).
Jako host hraje na několika albech skupin z okolí svého rodiště a působiště, Las Vegas (I AM, Home Cookin'). První sólovou desku, Morphscape, vydal v roce 2002. V roce 2003 založil společně s baskytaristou Vinnym Moncadou a kytaristou Jeffem Murphym hudební trio The Bitters, hrajícím jazzrock, progresivní rock i metal. Je autorem reklam a znělek pořadů pro několik televizních stanic a hudby pro dva krátké filmy.

## Dílo
Hudba k počítačovým hrám
- AD&D: DragonStrike (1991)
- Eye of Beholder II: The Legend of Darkmoon (1991)
- AD&D: Warriors of the Eternal Sun (1992)
- The Legend of Kyrandia (1992)
- Dune II: The Building of a Dynasty (1992)
- Dune: The Battle for Arakis (1993)
- Lands of Lore: The Throne of Chaos (1993)
- Young Merlin (1993)
- The Legend of Kyrandia 2: The Hand of Fate (1993)
- Disney's The Lion King (1994)
- The Legend of Kyrandia 3: Malcolm's Revenge (1994)
- Parker Brother's Monopoly (1995)
- Command & Conquer (1995)
- Command & Conquer: The Covert Operations (1996)
- Command & Conquer: Red Alert (1996)
- Command & Conquer: Red Alert - The Aftermath (1997)
- Command & Conquer: Red Alert - CounterStrike (1997)
- Lands of Lore II: Guardians of Destiny (1997)
- Blade Runner (1997)
- Command & Conquer: Sole Survivor (1998)
- Dune 2000 (1998)
- Lands of Lore III (1999)
- Command & Conquer: Tiberian Sun (1999)
- Command & Conquer: Tiberian Sun - Firestorm (2000)
- Nox (2000)
- Command & Conquer: Red Alert 2 (2000)
- Command & Conquer: Red Alert 2 - Yuri's Revenge (2001)
- Emperor: Battle for Dune (2001)
- Pirates: The Legends of Black Kat (2001)
- Earth & Beyond (2002)
- Command & Conquer: Renegade (2002)
- Star Wars: Forces of Corruption (2006)
- Star Wars: Empire at War (2006)
- Universe Art War: Earth Assault (2008)
- Command & Conquer: Red Alert 3 (2009)
- Grey Goo (2015)
- Command & Conquer: Remastered Collection (2020)

Filmová a televizní hudba
- Unreal Invasion (1999)
- Essence of the Force (2002)
- Znělky a reklamy pro stanice ABC, Fox Sports, HDNet, MTV, Spike TV

Vlastní hudební alba
- Morphscape (sólové, 2002)
- Rocktronic (sólové, 2004)
- Virtual Control (sólové, 2005)
- Awakening of Aggression (sólové, 2006)
- The Bitters (The Bitters, 2006)
- Grudgement Day (The Bitters, 2008)
- Infiltrator (sólové, 2009)

Jako host na hudebních albech
- I AM: There's a Home (1995)
- Home Cookin': Mmm, Mmm, Mmm (1997)
- Home Cookin': Pink in the Middle (2000)